# Маскаренская райская мухоловка
Маскаренская райская мухоловка (лат. Terpsiphone bourbonnensis) — вид птиц семейства монархов. Распространён на о. Маврикий и о. Реюньон. Его естественная среда обитания — субтропические или тропические влажные низменные леса.

## Описание
Маскаренская райская мухоловка лишена длинного хвоста, присущего многим представителям рода райских мухоловок; длина тела варьирует от 15 до 20 см. У самца чёрная голова с серой шеей, горлом, грудью и брюхом. Верхняя часть тела и хвост каштановые, а кончики крыльев чёрные. Клюв ярко-синий, а ноги сероватые. Самка меньше самца, с более бледным клювом и тёмно-серой головой.